# クロッケー

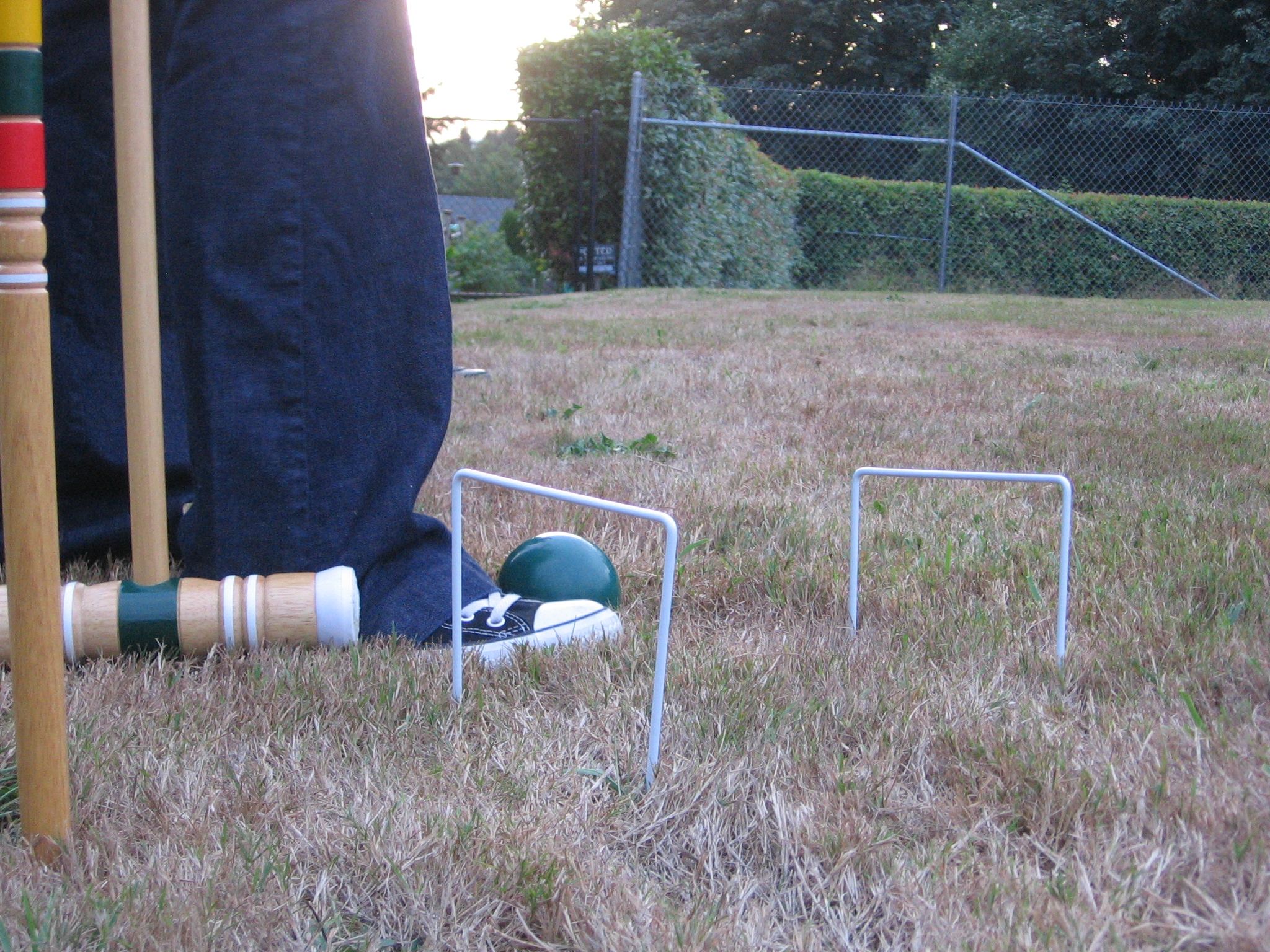
2009年米国で行われた裏庭の芝生でのクロッケー

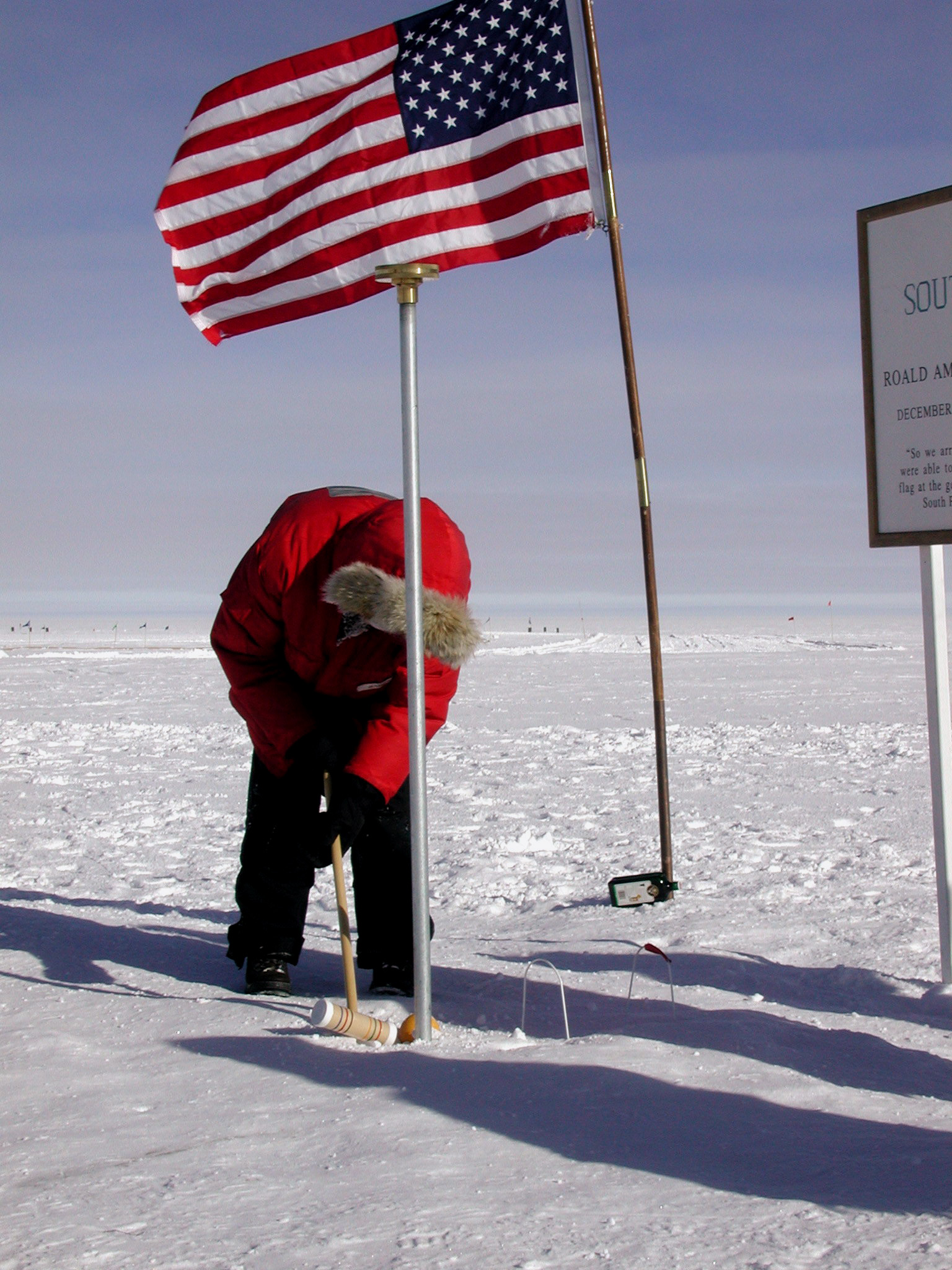
2005年4月に開催された南極点でのクロッケー大会

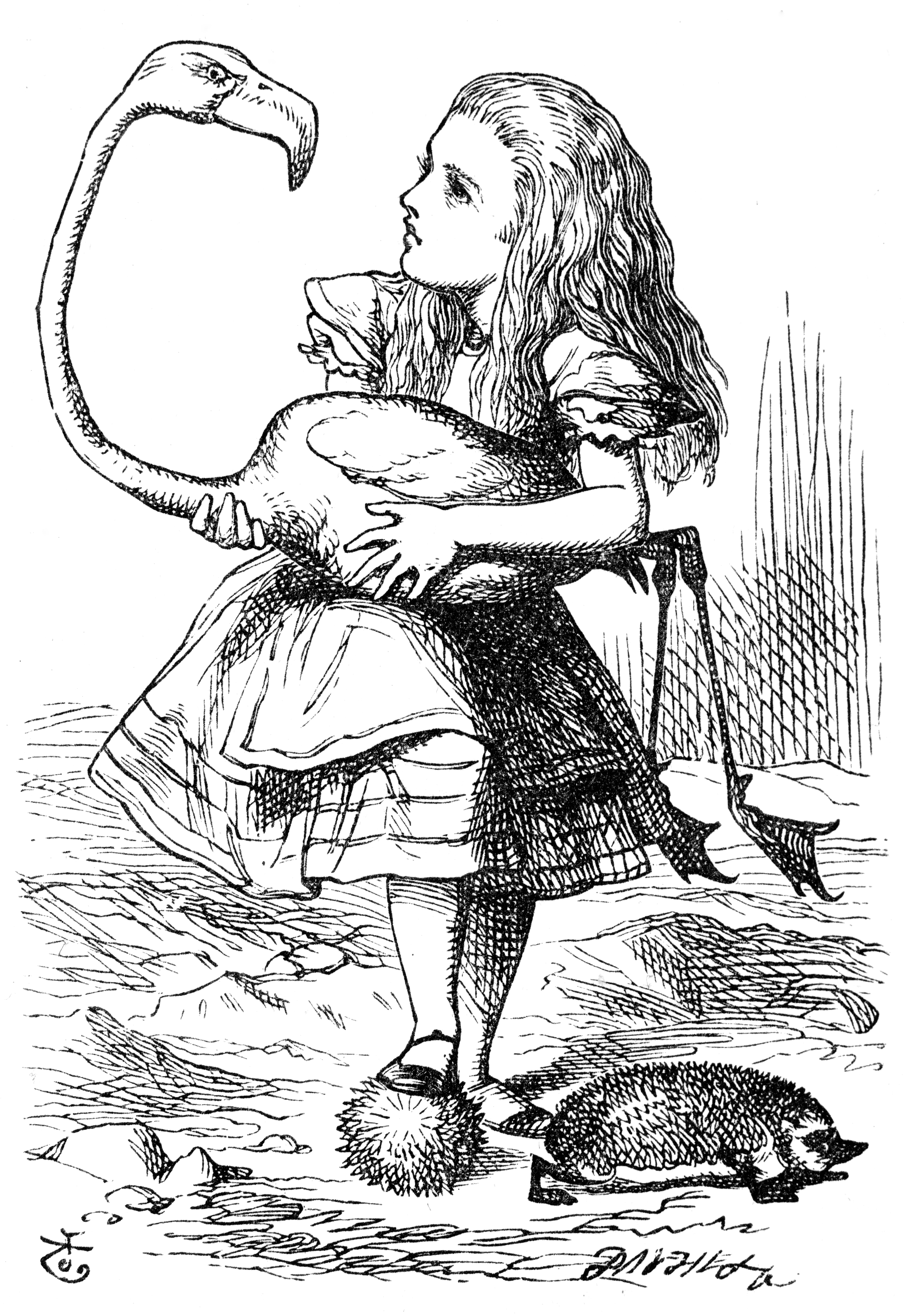
フラミンゴでクロッケーをするアリス

クロッケー（英: croquet [英:ˈkroʊkeɪ, 米:kroʊˈkeɪ]）とは、芝生のコートで行われるイギリス発祥の球技。アソシエーション・クロッケーとゴルフ・クロッケーと二種類のゲームが行われ、アソシエーション･クロッケーは日本におけるゲートボールの原型である。クロッケーとはフランス語である。
マレット（木槌）により、木製またはプラスチック製の球を打ち、6個のフープ（門）を通していき、最後に中央に立っているペグ（杭）に当てる早さを競う。
競技の際　上下ともに白い服装でする伝統がある。
オリンピックでは1900年パリ大会で実施された。また、アメリカにおける変種であるロック（en）が1904年セントルイス大会で実施されている。1983年に日本クロッケー協会、1986年に世界クロッケー連盟が設立され、1989年からは世界選手権が開催されるようになった。